# ディディウス・ユリアヌス

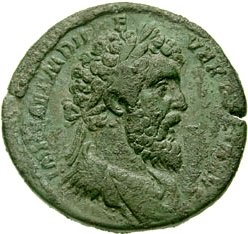
ディディウス・ユリアヌスの硬貨

マルクス・ディディウス・セウェルス・ユリアヌス（ラテン語: Marcus Didius Severus Julianus、 133年1月30日 - 193年6月1日）は、第19代ローマ皇帝（在位：193年3月28日 - 193年6月1日）で、五皇帝の年における二番目の帝位請求者。
自由民階層の出身であった先帝ペルティナクスと違い高貴な血筋であったが、治世は同じく短命に終わった。

## 生涯

### 生い立ち
マルクス・ディディウス・セウェルス・ユリアヌスはクィントゥス・ペトロニウス・ディディウス・セウェルス将軍とアエミリア・クララの長男として生まれた。父クィントゥスはメディオラヌム随一の名家であったセウェルス家の当主で、母アエミリアは属州アフリカに殖民した上流貴族の末裔であった。アエミリアの一族はサルウィウス氏族に属しており、第7代ローマ皇帝マルクス・サルウィウス・オトとは親戚関係であった。出生年月日についてはカッシウス・ディオは133年1月30日と記述しており、一方「ローマ皇帝群像」は137年2月2日と主張している。

### 初期の経歴
宮殿に上がったユリアヌスはマルクス・アウレリウス帝の母であるドミティア・ルキッラの引き立てによって昇進したと考えられている。彼はかなり若い年齢で出世の入り口であった二十人官に任命されており、家柄を考慮しても異例の抜擢であった。153年にマヌリア・セカンティッラと結婚、長女ディディア・クララを儲けた。
ユリアヌスは財務官や造営官を歴任して功績を挙げ、162年に法務官に叙任された。彼は第22軍団「プリミゲニア」の指揮官としてモゴンティアクムに赴任した後、170年から五年間に亘ってガリア・ベルギカ総督を務めた。任期中にエルベ川沿いに定住していたカウキー族を討伐した軍功から、ペルティナクスの共同執政官に就任した。続いて彼はカッティ族に対する戦いでも勝利を得て、ダルマチアと低地ゲルマニアの総督職へ立て続けに任命された。ユリアヌスは総督の特権ともいえた蓄財で得た財産を惜しみなく本土の貧困階級に分け与え、高い名声を獲得した。
アウレリウス帝から子息のコンモドゥス帝の治世に移り変わると、政敵から皇帝暗殺を企てていたと告発された。しかし裁判で無関係であった事が分かり、逆に政敵の側が罪人として処罰されている。コンモドゥス帝からはビテュニア総督に任命され、首都長官に栄転したペルティナクスの後任としてアフリカ総督にも就任した。

### 皇帝即位
193年、コンモドゥス帝が暗殺され、更に帝位を簒奪したペルティナクスが元老院と近衛隊の支持を失い、僅か3ヵ月で暗殺されるなど不安定な情勢が続いていた。ペルティナクス死後、適当な皇帝候補が見つからなかった事から、元老院に相談なく近衛隊主催による前代未聞の「帝位競売」が行われた。
競売が始まると先帝ペルティナクスの妻フラヴィア・ティティアナの父で、首都長官として軍の説得に向わされていたティトゥス・フラウィウス・スルピキアヌスが真っ先に名乗りを上げた。同じ時、ユリアヌスは妻と娘と夕食を取っており、漸く競売会場に辿り着いた時には既に門が閉まっていて入場できず、外から大声を張り上げて競売に参加したと伝えられている。兵士達は二人の競売者の間を忙しなく移動して、言い値を上げ続ける両者にお互いの金額を伝えていった。
最終的に全近衛兵に2万セルティウスの支払いを約束したスルピキアヌスに、ユリアヌスは自分は2万5000セルティウスを支払うと宣言した。暫しの協議の後に兵士は門を開け、ユリアヌスに「皇帝陛下」と呼びかけて宮殿へと招き入れた。元老院はユリアヌス側に付いた近衛隊に恫喝されて意見する事もなく皇帝即位を了承し、妻にも皇妃の称号を与えた。

### 統治と暗殺
当然ながら帝位競売を醜聞と見なしていた民衆は、金で帝位を買った新皇帝を冷ややかな態度で迎えた。ユリアヌス帝が人前に現れると常に群集の一部は「帝位の簒奪者」と陰口を叩いた。ある時には民衆から投石され、元老院議事堂へ向かうのを妨害された事もあったという。こうした民衆からの不支持は野心を抱く各地の将軍達の知る所となり、コンモドゥス帝時代の重臣であったシリア総督ペスケンニウス・ニゲル、ブリタニア総督クロディウス・アルビヌス、パンノニア総督セプティミウス・セウェルスの三者が反旗を翻した。
三人の帝位請求者に対して、ユリアヌス帝は地理的に近いセウェルスを最も警戒して元老院に命じて「国家の敵」に指定した。また戦いが避けられぬ場合に備え、長く戦争そのものからは遠ざかっていた近衛隊にカンプス・マルティウスで徹底した再訓練を行わせた。しかしトゥッリウス・クリスピヌス将軍率いる近衛軍団は、本土に迫ったセウェルス軍に敗北を喫している。戦争から遠ざかった近衛隊は堕落しきっており、今やローマ最精鋭の兵団ではなくなっていた。
セウェルスは同じ帝位請求者であったクロディウス・アルビヌスを副帝にする密約を結んで本土を挟み撃ちにし、ラヴェンナに進軍して同地の海軍を掌握するなど駒を進めていった。窮地に立たされたユリアヌス帝はセウェルスを共同皇帝にするなど講和案を提示したが、民衆の支持を得つつあったセウェルスは提案を無視して進軍を継続した。敗色濃厚の中で近衛隊もユリアヌス帝からセウェルス側に寝返り、最初から敵対していた元老院はセウェルス帝の帝位を認め、更に帝位競売を無効としてユリアヌス帝を僭称帝と弾劾する決議を行った。ユリアヌス帝は執政官であった娘婿セクストゥス・コルネリウス・レペンティヌスを除いて有力な臣下を失い、議決後の193年6月1日に近衛兵によって暗殺された。ローマに入城したセウェルスは寝返ってきた近衛兵隊を解散する宣言を出した。遺骸は娘に渡され、父や祖父の眠る土地に葬られたと伝えられている。
歴史家カッシウス・ディオによれば、ユリアヌス帝の最後の言葉は「私が何をした？…私が誰を殺したというのだ」であったという。

## 引用
1. 1 2  Historia Augusta, Didius Julianus, 1.2
2. 1 2  Cassius Dio, lxxiv, 17.5
3. ↑  Historia Augusta, Didius Julianus, 9.3
4. ↑  Historia Augusta, Didius Julianus, 1.3
5. 1 2  Historia Augusta, Didius Julianus, 1.4
6. ↑  Historia Augusta, Didius Julianus, 3.4
7. 1 2  Historia Augusta, Didius Julianus, 1.5
8. ↑  Historia Augusta, Didius Julianus, 1.6
9. 1 2  Historia Augusta, Didius Julianus, 1.7
10. ↑  Historia Augusta, Didius Julianus, 1.8, 2.3; Pertinax, 14.5
11. ↑  Historia Augusta, Didius Julianus, 1.8
12. ↑  Historia Augusta, Didius Julianus, 1.9
13. 1 2 3  Historia Augusta, Didius Julianus, 2.1
14. ↑  Historia Augusta, Didius Julianus, 2.2
15. ↑  Historia Augusta, Didius Julianus, 2.3; Pertinax, 4.1, 14.5
16. ↑  Herodian, ii.6.4
17. ↑  Cassius Dio, lxxiv, 11.1; Historia Augusta, Didius Julianus, 2.4, 2.6
18. ↑  Herodian, ii.6.7
19. ↑  Cassius Dio, lxxiv, 11.3; Herodian, ii.6.8
20. ↑  Cassius Dio, lxxiv, 11.5
21. ↑  Cassius Dio, lxxiv, 11.5; Historia Augusta, Didius Julianus, 2.7; Herodian, ii.6.11
22. ↑  Cassius Dio, lxxiv, 12; Historia Augusta, Didius Julianus, 3.3
23. ↑  Historia Augusta, Didius Julianus, 3.4, 4.5
24. ↑  Cassius Dio, lxxiv, 13.2?5; Historia Augusta, Didius Julianus, 4.2?7; Herodian, ii.7.3
25. ↑  Cassius Dio, lxxiv, 13.3
26. ↑  Historia Augusta, Didius Julianus, 4.2, 4.4
27. ↑  Cassius Dio, lxxiv, 14.3?4; Historia Augusta, Didius Julianus, 5.1?2
28. ↑  Historia Augusta, Didius Julianus, 5.3; Septimius Severus, 5.5
29. ↑  Cassius Dio, lxxiv, 16.1?2; Historia Augusta, Didius Julianus, 5.9; Herodian, ii.11.9
30. ↑  Historia Augusta, Didius Julianus, 6.4
31. ↑  Cassius Dio, lxxiv, 16.3
32. ↑  Cassius Dio, lxxiv, 15.1?2
33. ↑  Cassius Dio, lxxiv, 16.5; Historia Augusta, Didius Julianus, 6.3
34. ↑  Cassius Dio, lxxiv, 17.2; Historia Augusta, Didius Julianus, 6.9, Septimius Severus, 5.7; Herodian, ii.12.3
35. ↑  Herodian, ii.11.6
36. ↑  Cassius Dio, lxxiv, 17.3
37. ↑  Cassius Dio, lxxiv, 17.4; Historia Augusta, Didius Julianus, 8.7; Herodian, ii.12.6
38. ↑  Historia Augusta, Didius Julianus, 8.6
39. ↑  Cassius Dio, lxxiv, 17.5; Historia Augusta, Didius Julianus, 8.8
40. ↑  Cassius Dio, lxxv, 1.1
41. ↑  Historia Augusta, Didius Julianus, 8.10

## 資料
- Dio Cassius, Roman History, Epitome of Book LXXIV, 11?17
- Historia Augusta, Didius Julianus
- Herodian, Roman History, ii.6?13